# Elezioni presidenziali in Ciad del 2021
Le elezioni presidenziali in Ciad del 2021 si sono tenute l'11 aprile.

## Risultati
| Candidati                 | Partiti                                              | Voti      | %     |
| ------------------------- | ---------------------------------------------------- | --------- | ----- |
| Idriss Déby               | Movimento Patriottico di Salvezza                    | 3 663 431 | 79,32 |
| Albert Pahimi Padacké     | Raggruppamento Nazionale dei Democratici Ciadiani    | 476 464   | 10,32 |
| Lydie Beassemda           | Partito per la Democrazia e l'Indipendenza Integrali | 145 867   | 3,16  |
| Félix Nialbé Romadoumngar | Unione per il Rinnovamento e la Democrazia           | 87 722    | 1,90  |
| Brice Guedmbaye           | Movimento dei Patrioti Ciadiani per la Repubblica    | 64 540    | 1,40  |
| Baltazar Alladoum Djarma  | Azione Socialista Ciadiana per il Rinnovamento       | 59 965    | 1,30  |
| Saleh Kebzabo             | Unione Nazionale per la Democrazia e il Rinnovamento | 47 518    | 1,03  |
| Théophile Bongoro         | Partito per il Raggruppamento e l'Equità in Ciad     | 34 610    | 0,75  |
| Théophile Yombombé        | Raggruppamento Nazionale dei Democratici Ciadiani    | 19 923    | 0,43  |
| Ngarlejy Yorongar         | Federazione, Azione per la Repubblica                | 18 693    | 0,40  |
| Totale                    | Totale                                               | 4 618 733 | 100   |